# Tam quốc chí bình thoại
Tam quốc chí bình thoại (giản thể: 三国志平话 hoặc 三国志评话), là một tập hợp các truyện kể dân gian về thời kỳ Tam quốc, bắt đầu từ khi Quang Vũ đế Lưu Tú nhà Đông Hán lên ngôi và kết thúc khi Quang Văn đế Lưu Uyên tiêu diệt nhà Tấn, lập ra nhà Hậu Hán.